# Mord in bester Gesellschaft: Der süße Duft des Bösen
Der süße Duft des Bösen ist ein deutscher Fernsehfilm von Peter Sämann aus dem Jahr 2009. Es handelt sich um die vierte Episode der Kriminalfilmreihe Mord in bester Gesellschaft mit Fritz Wepper als Psychiater Wendelin Winter in der Hauptrolle und Weppers Tochter Sophie, die auch im Film seine Tochter spielt. Als Haupt-Gaststars dieser Folge agieren Alexander Held, Katerina Jacob, August Schmölzer, Nina Gnädig, Peter Sattmann, Simon Licht und Tobias Schönenberg.
Das Erste schrieb zur Premiere des Films: „Mit ‚Der süße Duft des Bösen‘ hat Erfolgsregisseur Peter Sämann eine spannende Episode der  Krimi-Reihe ‚Mord in bester Gesellschaft‘ inszeniert. Dieses Mal muss der scharfsinnige Psychologe Wendelin Winter einen Mordfall in der Münchner High Society untersuchen – und kommt dabei einem Sumpf aus Liebe, Eifersucht und Drogenhandel auf die Spur.“

## Handlung
Der Psychiater Dr. Wendelin Winter ist mit einer Therapiegruppe zum Thema Vertrauen befasst, während seine Tochter Alexandra ihr Volontariat bei einer Münchner Boulevardzeitung beginnt. Feinkostkönig Hans-Georg Fischer wiederum treibt tot im Swimmingpool seiner Villa. Sein Tod scheint durch eine Überdosis Kokain verursacht worden sein. Winter, der auch als Polizeipsychologe arbeitet, wird gebeten, die psychologische Betreuung von Fischers Frau Regine zu übernehmen. Der Psychiater stellt sich die Frage, ob eine Überdosis dazu geführt hat, dass Fischer in den Pool gefallen ist. Es stellt sich heraus, dass Fischer ein Mann war, der von vielen aufgrund seines Auftretens und seiner Gefühlskälte nicht gemocht wurde. Seine Frau, der er seinen beruflichen Erfolg zu verdanken hatte, strafte er mit Missachtung und betrog sie. Regines Bruder Karl Baumgartner hasste seinen Schwager zutiefst. Aber auch Fischers Geliebte, die Krankenschwester Ariane Jäger, hatte an seiner Seite einiges auszuhalten. Wie sich herausstellt hatte Ariane, bevor sie mit Fischer zusammenkam, ein Verhältnis mit Baumgartner.
Regine Fischer erzählt Winter, dass sie um den Mann trauere, den sie vor zwölf Jahren kennen- und liebengelernt habe, aber nicht um den Mann trauern könne, den man tot im Pool gefunden habe. Sie fühle sich deswegen schuldig. Sie habe immer gehofft, dass er wieder so werde, wie sie ihn geliebt habe.
Nachdem sich herausgestellt hat, dass die Ursache von Fischers Tod eine Überdosis des früher als Rattengift verwendeten giftigen Alkaloids Strychnin ist, hat man es mit Mord zu tun. Nur wenig später wird auch Ariane Jäger tot aufgefunden. Sie hat dieselbe Giftmischung im Blut wie Fischer. Zudem wird der Blumenhändler Bernd Zeisinger von einem Auto angefahren. Er wird schwer verletzt ins Krankenhaus eingeliefert. Zeisinger bezog seine Blumen von Baumgartner. In bei ihm gefundenen Tütchen mit Rosenfrisch wurde Kokain gefunden. Um seinem jungen Geliebten Nicky Stein etwas bieten zu können, brauchte er Geld. Längst hatte er erkannt, dass es in seinem Alter immer schwieriger wurde, einen Partner zu finden und das wohl nur noch möglich war, wenn er einem Partner finanziell etwas bieten konnte. Deshalb ließ er sich auf windige Geschäfte mit Baumgartner ein.
Baumgartner war es auch, der die Rosensträuße austauschte, an denen die Tütchen mit Blumenfrisch befestigt waren. Nur dass in dem Tütchen, das er dem Blumenstrauß angeheftet hatte, nicht Kokain, sondern Strychnin war. Diesem Gift fiel dann auch Ariane Jäger zum Opfer. Dr. Lohmeyer, der in Fischer Villa am Pool auf Regine Fischer trifft, will Rache für den Tod der Frau, die er über alles geliebt hat – Ariane. Er geht davon aus, dass Regine für die Morde verantwortlich ist, die ihn auch in diesem Glauben lässt. „Warum Ariane“, will er von ihr wissen. Sie sei süchtig gewesen nach Geld, Anerkennung, Glanz, ihren Mann habe sie als Eintrittskarte in diese Welt betrachtet. Als Dr. Lohmeyer mit dem Messer in der Hand schon vor Regine Fischer steht, trifft Winter ein. Sie habe nur den wahren Mörder geschützt, meint er zu Lohmeyer. Er habe die Morde aus Habgier und der Furcht endgültig aufzufliegen, begangen. Und als Zeisinger versucht habe, ihn zu erpressen, habe er dann diesen Unfall gehabt. Und wenn es so wäre, was dann, entgegnet Baumgartner kaltschnäuzig. In diesem Moment sticht Lohmeyer mehrmals zu, Baumgartner fällt blutüberströmt in den Pool. Die eintreffende Polizei nimmt Lohmeyer fest.
Alexandra Winter hat sich entschlossen, einen anderen Berufsweg einzuschlagen, da die Erfahrungen, die sie bei der Boulevardzeitung gemacht hat, nicht mit ihren Vorstellungen vereinbar waren. Sie wäre damit nicht glücklich geworden, vertraut sie ihrem Vater an.

## Produktion

### Produktionsnotizen
Für Der süße Duft des Bösen wurde vom 12. August bis zum 10. September 2008 an Schauplätzen in München und Umgebung gedreht. Es handelt sich um eine Produktion der Tivoli Film in Zusammenarbeit mit der ARD Degeto für Das Erste und den ORF. Die Redaktion lag bei Hans-Wolfgang Jurgan (ARD Degeto) und Andrea Artner (ORF).

### Veröffentlichung
Die Erstausstrahlung des Films fand am Donnerstag, dem 15. Januar 2009, im Programm der ARD Das Erste statt.
Die MCP Sound & Media GmbH gab den Film am 28. September 2012 zusammen mit den drei ersten und dem fünften Fall auf DVD heraus. Am 28. August 2020 erscheinen alle 15 Folgen auf DVD, herausgegeben von Bluray/Dvd (Mcp Sound & Media).

## Kritik
Die Kritiker der Fernsehzeitschrift TV Spielfilm gaben dem Film für Humor, Action und Spannung je einen von drei möglichen Punkten und eine mittlere Wertung, indem der Daumen zur Seite zeigte und meinten, der Film sei „gediegen gefilmt, doch nur mäßig spannend“. Fazit: „Pflicht für Wepper-Fans – als Krimi nur so lala“.
Das Online-Portal Filmdienst führte lediglich aus: „Anspruchslos unterhaltender (Fernsehserien-)Krimi, der in die Münchner High Society führt und mit Liebe, Eifersucht und Drogenhandel konfrontiert. – Ab 14.“